# Д.И.В.
«ДИВ» — советская и российская метал-группа, основанная во второй половине 1980-х.

## История
В ТУ-38 оказались вместе Сергей Тайдаков (Лысый) и Виктор Лемков (Алкаш). Оба увлекались тяжёлой музыкой и, объединившись, попробовали играть хард-рок.
Только в 1987 году собрался реальный состав: Сергей Тайдаков (вокал), Виктор Лемков (гитара), Марат «Казей» (бас), Марк Юша (барабаны). Осенью 1987 года на КСК «Битца» состоялся первый концерт группы, после чего ансамбль стал регулярно участвовать в большинстве акций Корпорации тяжелого рока в период с 1989 по 1995 г.
Летом 1988 г. басиста заменил Дмитрий Саар (позднее — «Мафия» и «Шах»), а затем Дмитрий Кожин.
В 1989 году была написана новая программа под названием «Дьявольский Шабаш», автором музыки и текстов в которой был Виктор Лемков, записан одноимённый магнитный альбом. Затем программа была обкатана на концертах. Сценический образ группы разработан Лысым.
В феврале 1991 года произошло слияние с прекратившим к тому времени своё существование «Адаптером», благодаря чему в состав «Д.И.В.» влились Игорь Ермаков (Базилио) — гитара, Виктор Калганов (Пух) — бас и Саня (Геолог) из симфонического оркестра — барабаны. В таком составе была начата работа над третьей программой, которая была написана за два месяца.
В марте 1993 года из группы ушли Блудный и Пух, в сентябре пришли Данила Захаренков (бас, экс-Adolf Castle, позднее — «Э. С. Т.», «Чёрный обелиск») и барабанщик Слава Виноградов. Группа начала писать очередную программу и выступать в открывшихся в столице клубах.
В данном составе в 1995 году группа выпустила концертный альбом «Ночь длинных ножей» (в ночь после этого концерта клуб Sexton Fo.Z.D. сгорел).
В начале 1996 года вышел альбом «Русский мороз», также записанный на SNC Studio. В том же году «Д.И.В.» покинул Виктор Лемков.
В конце 1997 года в группу E.S.T. ушли Даниил Захаренков и Сергей Подрезенко, после чего «Д.И.В.» существовал в студийном режиме в составе Сергей Тайдаков — Игорь Ермаков, лишь изредка появляясь на сцене с привлечением сессионных музыкантов, и только в конце 1998 года выступает в оригинальном составе (Тайдаков, Ермаков, Захаренков, Подрезенко) на E.S.T. Fest вместе с E.S.T., «Мастер», «Чёрный Кофе» и другими командами.
В 1999 году вышел концертный альбом «Геноцид», состоящий из песен, записанных в период с 1990 г. по 1999 г. В 2001 году вышли три альбома: «Бешеные псы», «Оборотень» и сборник баллад «Забытый герой».
К пятнадцатилетию группы вышел двойной сборник «…Ещё жив». На первой части собраны лучшие песни с 1988 г. по 1994 г., а на второй с 1995 г. по 2001 г.
Зимой 2003 года вышел альбом «Мёртвая голова», некоторые песни из которого были ранее на сборниках «Бритоголовые идут», «Реп — это кал» и «Гимны футбольных хулиганов».
В феврале 2004 года вышел альбом «Умирай!».
Дав ряд концертов в 2004—2005 годах, группа снова ушла в подполье.[уточнить]
В 2010 году Виктор Лемков, при участии Марка Юши, собирает группу «Дивул». На дебютном альбоме «И аз воздам», вышедшем в 2013 году, представлены 5 перезаписанных песен с EP «Дьявольский шабаш», а также 5 новых произведений в стиле трэш-метал. На песню «Сатана (Сон)» снято репетиционное видео.
В 2012 году группа «Д.И.В.» вновь собралась в составе: Сергей Тайдаков — вокал, Максим Лайко — гитара, Илья Зудилов — бас-гитара, Василий Казуров — ударные.
16 ноября 2012 года прошёл первый за 7 лет концерт группы в клубе Rock House.
Гитарист Максим Лайко был найден мёртвым 26 января 2014 года. Вскоре после этого группа, фактически, прекратила существование. Сергей Тайдаков полностью переключился на работу звукооператором.
11 ноября 2019 года скончался один из основателей группы — гитарист Виктор Лемков.
В конце июля 2022 года у себя на даче скончался второй гитарист «золотого состава» группы — Игорь Ермаков.

## Нынешний состав группы
- Сергей Тайдаков (Лысый) — вокал (с 1987)
- Илья Зудилов — бас-гитара (с 2004)
- Василий Казуров (Крот) — ударные (с 2012)

## Бывшие участники

### Гитаристы
- Виктор Лемков (Алкаш) (1987—1996)
- Игорь Ермаков (Базилио) (1991—2003)
- Максим Лайко (Макс с болтом) (2004—2014)

### Басисты
- Марат Мамыев (Казей) (1987—1988)
- Дмитрий Саар (1988)
- Дмитрий Кожин (1988—1991)
- Виктор Калганов (Пух) (1991—1993)
- Даниил Захаренков (1993—2003)

### Барабанщики
- Марк Юша (1987—1991)
- Александр (Геолог) (1991)
- Вячеслав Виноградов (1993—1996)
- Сергей Подрезенко (1991—2003)
- Александр Ветхов (2004—2011)

## Дискография

### Студийные альбомы
- Дьявольский шабаш (1988)
- Mein Kampf (1992)
- Русский мороз (1996)
- Бешеные псы (2001)
- Оборотень (2001)
- Забытый герой (2001)
- Мёртвая тишина (2003)
- Умирай! (2004)

### сборники
- Железный марш — 1 (1989)
- Железный марш — 2 (1990)
- Железный марш — 3 (1991)
- Железный марш — 4 (1992)
- Железный марш — 5 (1993)
- Железный марш — 6 (1994)
- Железный марш — 7 (1995)
- Железный марш — 8 (1996)
- Железный марш — 9 (1997)
- Железный марш — 10 (1998)
- Бритоголовые идут — 1 (1999)
- Бритоголовые идут — 2 (2000)
- Бритоголовые идут — 4 (2002)
- Ещё Жив Vol.1 (2002)
- Ещё Жив Vol.2 (2002)
- Бритоголовые идут — 5 (2003)
- Бритоголовые идут — 6 (2004)
- Гимны футбольных хулиганов — 4 (2004)
- Бритоголовые идут — 7 (2005)
- Бритоголовые идут — 8 (2006)
- Бритоголовые идут — 9 (2007)
- Гимны футбольных хулиганов — 7 (2007)
- Бритоголовые идут — 10 (2008)
- Бритоголовые идут — 11 (2009)
- Бритоголовые идут — 12 (2010)
- Бритоголовые идут — 13 (2011)
- Бритоголовые идут — 14 (2012)
- Ретроспектива (2021)

### Концертные альбомы
- Ночь длинных ножей (1995)
- Геноцид (1999)
- Live in Rock House (2012)

### MP3
- Д. И.В. MP3 коллекция (РМГ Рекордс, 2005)